# Columbicola
Columbicola é um gênero de piolhos pertencente à família Philopteridae.

## Taxonomia
O nome genérico Columbicola vem das palavras latinas columba, "pomba", e -cola, "habitante", em referência aos hospedeiros primários do gênero.

## Espécies
Algumas espécies deste gênero incluem:
- Columbicola adamsi Clayton & Price, 1999
- Columbicola altamimiae Clayton & Price, 1999
- Columbicola asukae Gustafsson, Tsurumi & Bush, 2015
- Columbicola columbae (Linnaeus, 1758)
- Columbicola extinctus Malcomson, 1937